# Flagelação de Cristo (Caravaggio, Nápoles)
A Flagelação de Cristo é uma  pintura a óleo sobre tela do mestre italiano do período barroco Michelangelo Merisi da Caravaggio que está actualmente no Museu de Capodimonte, em Nápoles.
Esta é uma das duas versões do episódio bíblico da Flagelação de Jesus que Caravaggio pintou no final de 1606 e início de 1607, após a sua chegada a Nápoles, estando a outra versão da Flagelação de Cristo, também conhecida com o título de Cristo na Coluna, no Museu de Belas Artes de Ruão.
Tal como acontece com muitas outras obras de encomenda pública realizadas neste período, Caravaggio opta por uma solução mais convencional e menos chocante para os cânones da pintura religiosa, aproximando-se da pintura Flagelação de Cristo, sobre o mesmo tema de Sebastiano del Piombo.
É uma representação não convencional da realidade humana e natural, uma maneira nova de fazer pintura, através de contrastes vincados e dilacerantes de luz e sombras, de fragmentos, ou melhor, de pedaços, de corpos em movimento captados no momento de maior e chocante tensão, não só física como especialmente psíquica, emocional, sentimental. Os corpos saem da sombra e os traços físicos são definidos pela luz quase ofuscante sublinhando com grande dramatismo o acontecimento que a pintura representa.

## Descrição
A pintura está organizada em torno da coluna a que está preso Cristo, estando um dos torturadores  no lado esquerdo e outro no lado oposto da coluna, cujos gestos precisos e lentos se projectam no fundo da pintura e no primeiro plano, onde se encontra, curvado, o terceiro dos captores. O corpo iluminado e robusto de Cristo parece invocar um movimento de dança que faz eco da pintura maneirista e que contrasta com os movimentos constrangidos e secos na concentração dos seus captores.
O processo foi muito elaborado: sinais de  arrependimento e repintura são evidentes na parte inferior, sobretudo à altura do calção do torturador da direita, onde os raios-X revelaram uma cabeça de homem, provavelmente o patrono da obra, que ficou sem efeito. É certo que aqui o pintor obedeceu a razões precisas do cliente: comparem-se os algozes cruéis desta obra com os de   Crucificação de São Pedro, em Roma, representados como homens simples forçados a um trabalhos fastidioso.
Esta obra é muito próxima, na composição, de várias obras anteriores sobre o mesmo tema, como as de Sebastiano del Piombo, de Federico Zuccaro ou a de Andrea Vaccaro.
Cristo iluminado está colocado no centro, espalhando-se a sua luz sobre os três carrascos e mais fracamente sobre a coluna que dificilmente se distingue atrás das figuras humanas. Como seu costume, Caravaggio substitui as figuras clássicas por rostos mais brutais, de tezes escuras, tudo num ambiente fechado apoiado pelo seu tenebrismo.
Para ambas as versões, Caravaggio usou um mesmo modelo para um dos torturadores, nesta pintura é o que está posicionado mais à esquerda, e que também aparece como o carrasco em Salomé com a Cabeça de João Batista criado na mesma data, e que poderá tratar-se do próprio pintor.
A flagelação de Cristo não é acompanhada por nenhum espectador para além dos seus algozes, o que pode explicar o pentimento da presença do patrono originalmente esboçado, a contrario da iconografia do tema que coloca Pilatos, Judas ou a Virgem durante esta provação. Esta cena de tortura (flagelação) estranhamente não deixa vestígios no corpo de Cristo, lacerações da carne que muitos fiéis juram que viram de seguida.

## História
Esta obra destinou-se à Igreja de São Domingos Maior, em Nápoles, tendo sido começada em maio-junho de 1607 e, possivelmente, reformulada por Caravaggio em setembro-outubro de 1609 e em junho-julho de 1610 como o demonstram as várias repinturas.
A obra foi encomendada pela família Di Franco, para a qual Caravaggio já havia feito As Sete Obras de misericórdia destinada à irmandade de Pio Monte della Misericordia. A pintura foi colocada numa nova capela da família de Franchis, construída em 1652, a Capela da Flagelação do Senhor.
Dado o sucesso da pintura, uma nova Flagelação de Cristo, foi encomendada pelo clero de Valletta (Malta) em 1608.
Depois de três tentativas de roubo no local original a pintura foi transferida em 1972 para o Museu de Capodimonte.
O detalhe de Cristo na Coluna foi reproduzido num selo de 100 liras emitido pelos Correios italianos em 29 de abril de 1975 no âmbito da vigésima emissão da série Europa.